# إسحاق غيامفي
إسحاق غيامفي (بالإنجليزية: Isaac Gyamfi) هو لاعب كرة قدم غاني، ولد في 9 سبتمبر 2000.